# Fernández (Santiago del Estero)
Fernández è una città dell'Argentina, appartenente alla provincia di Santiago del Estero, situata al centro della provincia.